# Episodi di A casa dei Loud (sesta stagione)
La sesta stagione della serie animata A casa dei Loud, composta da 26 episodi, viene trasmessa negli Stati Uniti, da Nickelodeon, dall'11 marzo 2022.
In Italia viene trasmessa dal 7 aprile 2022 su Nickelodeon.
| nº | Titolo originale                 | Titolo italiano                 | Prima TV USA      | Prima TV Italia   |
| -- | -------------------------------- | ------------------------------- | ----------------- | ----------------- |
| 1  | Present Danger                   | Regalo in pericolo              | 30 maggio 2022    | 7 aprile 2022     |
| 1  | Stressed for the Part            | Una parte da nascondere         | 30 maggio 2022    | 7 aprile 2022     |
| 2  | Don't Escar-go                   | Au revoir, Clyde                | 11 marzo 2022     | 8 aprile 2022     |
| 2  | Double Trouble                   | Doppio Flagello                 | 11 marzo 2022     | 8 aprile 2022     |
| 3  | Flip This Flip                   | Rivoltiamo Flip                 | 18 marzo 2022     | 11 aprile 2022    |
| 3  | Haunted House Call               | Agenzia Scacciafantasmi         | 18 marzo 2022     | 11 aprile 2022    |
| 4  | Save Royal Woods!                | Salviamo Royal Woods!           | 1 luglio 2022     | 27 gennaio 2023   |
| 5  | The Taunting Hour                | L'ora critica                   | 25 marzo 2022     | 12 aprile 2022    |
| 5  | Musical Chairs                   | Il gioco della sedia            | 25 marzo 2022     | 12 aprile 2022    |
| 6  | A Bug's Strife                   | Lotta con l'insetto             | 1 aprile 2022     | 13 aprile 2022    |
| 6  | All the Rage                     | Clyde la furia                  | 1 aprile 2022     | 13 aprile 2022    |
| 7  | Scoop Snoop                      | Ladro di scoop                  | 8 aprile 2022     | 12 settembre 2022 |
| 7  | Eye Can't                        | Occhio non vede...              | 8 aprile 2022     | 12 settembre 2022 |
| 8  | Dine and Bash                    | Agguato in cucina               | 15 aprile 2022    | 13 settembre 2022 |
| 8  | Sofa, So Good                    | Il divano scomparso             | 15 aprile 2022    | 13 settembre 2022 |
| 9  | The Last Laugh                   | L'ultima risata                 | 17 giugno 2022    | 14 settembre 2022 |
| 9  | Driver's Dread                   | Il terrore della strada         | 17 giugno 2022    | 14 settembre 2022 |
| 10 | Bummer Camp                      | Addio campeggio                 | 10 giugno 2022    | 15 settembre 2022 |
| 10 | Sleepstakes                      | Nostalgia di casa               | 10 giugno 2022    | 15 settembre 2022 |
| 11 | Cat-astrophe                     | Gat-astrofe                     | 24 giugno 2022    | 16 settembre 2022 |
| 11 | Prize Fighter                    | Lotta all'ultimo premio         | 24 giugno 2022    | 16 settembre 2022 |
| 12 | Time Trap!                       | Indietro nel tempo              | 3 giugno 2022     | 23 settembre 2022 |
| 13 | Crashed Course                   | Corso intensivo                 | 5 settembre 2022  | 19 settembre 2022 |
| 13 | Puns and Buns                    | Panini e risate                 | 8 luglio 2022     | 19 settembre 2022 |
| 14 | Lights, Camera, Nuclear Reaction | Luci, camera, reazione nucleare | 15 luglio 2022    | 14 novembre 2022  |
| 14 | Food Courting                    | Doppia cotta                    | 8 luglio 2022     | 14 novembre 2022  |
| 15 | Save the Last Pants              | Salviamo i pantaloni            | 15 luglio 2022    | 15 novembre 2022  |
| 15 | A Stella Performance             | Il discorso di Stella           | 5 settembre 2022  | 15 novembre 2022  |
| 16 | Hiccups and Downs                | Singhiozzo rock                 | 29 luglio 2022    | 16 novembre 2022  |
| 16 | The Loathe Boat                  | Abbandonare la nave             | 5 agosto 2022     | 16 novembre 2022  |
| 17 | Cheer Pressure                   | Sfida con le cheerleader        | 9 settembre 2022  | 17 novembre 2022  |
| 17 | Stroke of Luck                   | Colpo di fortuna                | 9 settembre 2022  | 17 novembre 2022  |
| 18 | Space Jammed                     | Una fuga spaziale               | 16 settembre 2022 | 18 novembre 2022  |
| 18 | Crown and Dirty                  | Coroncine e bugie               | 16 settembre 2022 | 18 novembre 2022  |
| 19 | The Orchid Grief                 | L'orchidea dell'amore           | 23 settembre 2022 | 20 marzo 2023     |
| 19 | Forks and Knives Out             | Fuori i coltelli!               | 23 settembre 2022 | 20 marzo 2023     |
| 20 | The Loud Cloud                   | Il Loud Cloud                   | 30 settembre 2022 | 21 marzo 2023     |
| 20 | You Auto Know Better             | Il prezzo dell'onestà           | 30 settembre 2022 | 21 marzo 2023     |
| 21 | Great Lakes Freakout!            | Terrore a Great Lakes City!     | 21 ottobre 2022   | 22 marzo 2023     |
| 22 | Pop Pop the Question             | La proposta di Pop Pop          | 25 dicembre 2022  | 23 marzo 2023     |
| 22 | Lynn and Order                   | Lynn e l'ordine                 | 25 dicembre 2022  | 23 marzo 2023     |
| 23 | Snow Escape                      | Niente scampo                   | 20 dicembre 2022  | 24 marzo 2023     |
| 23 | Snow News Day                    | La minaccia delle nevi          | 20 dicembre 2022  | 24 marzo 2023     |
| 24 | Day of the Dad                   | La giornata del papà            | 8 maggio 2023     | 27 marzo 2023     |
| 24 | Small Blunder                    | Piccoli inganni                 | 9 maggio 2023     | 27 marzo 2023     |
| 25 | Fashion No Show                  | Una sfilata per due             | 10 maggio 2023    | 28 marzo 2023     |
| 25 | Doom Service                     | Vacanza tutto escluso           | 11 maggio 2023    | 28 marzo 2023     |
| 26 | The Hurt Lockers                 | Emergenza armadietti            | 15 maggio 2023    | 29 marzo 2023     |
| 26 | Love Stinks                      | L'odore dell'amicizia           | 16 maggio 2023    | 29 marzo 2023     |

## Indietro nel tempo
Dopo aver accidentalmente rotto un vaso che i genitori avevano ricevuto al loro matrimonio, temendo una punizione a vita i fratelli Loud decidono di viaggiare indietro nel tempo fino al giorno delle nozze grazie ad un'invenzione di Lisa, ed eliminare il vaso dai regali. Il piano ha successo e i fratelli tornano nel presente, solo per scoprire di non esistere: dopo i danni che hanno causato al matrimonio, infatti, Lynn e Rita hanno deciso di non avere figli e conducono una vita agiata da soli. Nonostante i fratelli inizino a sparire uno ad uno, Lisa riesce a ricreare la macchina del tempo e ad impedire che la precedente versione dei suoi fratelli irrompa alle nozze. Il tenero intervento della piccola Lily, inoltre, convince i coniugi Loud di volere dei figli. Tornate nel presente, tutto si è risolto e i fratelli non vengono messi, con loro gioia, in punizione.